# Alberton (Montana)
Alberton is een plaats (town) in de Amerikaanse staat Montana, en valt bestuurlijk gezien onder Mineral County.

## Demografie
Bij de volkstelling in 2000 werd het aantal inwoners vastgesteld op 374.
In 2006 is het aantal inwoners door het United States Census Bureau geschat op 438, een stijging van 64 (17,1%).

## Geografie
Volgens het United States Census Bureau beslaat de plaats een oppervlakte van
1,6 km², waarvan 1,5 km² land en 0,1 km² water. Alberton ligt op ongeveer 931 m boven zeeniveau.

## Plaatsen in de nabije omgeving
De onderstaande figuur toont nabijgelegen plaatsen in een straal van 36 km rond Alberton.